# Luciana Lamorgese

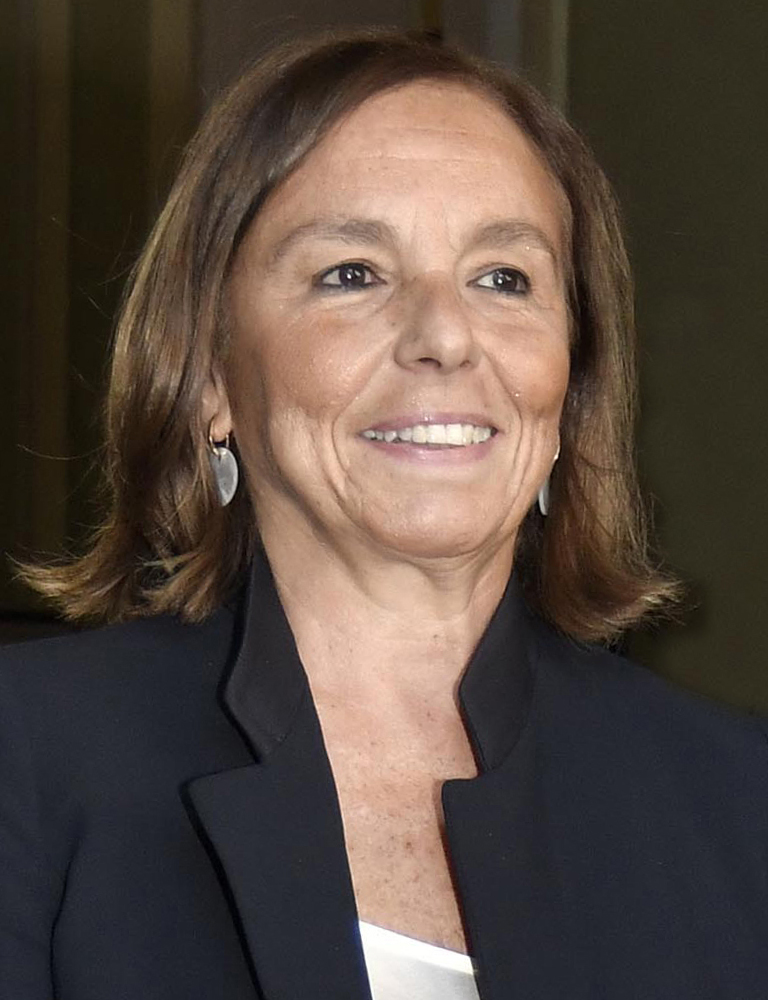
Luciana Lamorgese (2018)

Luciana Lamorgese (geboren am 11. September 1953 in Potenza) ist eine italienische parteilose Politikerin und ehemalige Spitzenbeamtin. Sie war Präfektin mehrerer italienischer Provinzen und der Metropolitanstadt Mailand sowie Mitglied des Consiglio di Stato (Staatsrat). Vom 5. September 2019 bis zum 22. Oktober 2022 war sie Innenministerin Italiens in den Kabinetten Conte II und Draghi.

## Werdegang
Lamorgese absolvierte ein Studium der Rechtswissenschaft, schloss mit Auszeichnung ab und wurde als Rechtsanwältin zugelassen. Ab 1979 war sie als Beamtin für das italienische Innenministerium tätig. Sie arbeitete in der Präfektur der Provinz Varese, wo sie 1994 zur Vizepräfektin, 2003 zur Präfektin aufstieg. Anschließend wechselte sie in die Zentrale des Innenministeriums in Rom, wo sie Direktorin für Personalwesen im Amt für innere und territoriale Angelegenheiten war. 2010 wurde sie zur Präfektin der Provinz Venedig ernannt, eine Funktion, die sie bis 2013 bekleidete. Ab 2011 war sie für den Bau und die Verwaltung von Aufnahmeeinrichtungen in der Region Venetien verantwortlich.
Ab Juni 2013 fungierte sie – erneut in Rom – als Kabinettschefin der damaligen Innenminister Angelino Alfano (Nuovo Centrodestra) und Marco Minniti (Partito Democratico). Von 13. Februar 2017 bis 1. Oktober 2018 war sie Präfektin der Metropolitanstadt Mailand. Bei der Verteilung von Migranten arbeitete sie eng mit dem Bürgermeister Giuseppe Sala (PD) zusammen und geriet deshalb mehrfach mit Mitgliedern der Lega Nord in Konflikt. Sie gilt als Expertin im Asylwesen und in der Steuerung von Migrationsströmen.
Ministerpräsident Giuseppe Conte berief Lamorgese im November 2018 – einen Monat nach ihrer regulären Pensionierung – in den Consiglio di Stato, der die Regierung in Rechtsfragen berät. Nach dem Scheitern von Contes erster Regierung aus Lega und Movimento 5 Stelle wurde Lamorgese im September 2019 zur Innenministerin im Kabinett Conte II – einer Koalition aus 5 Stelle und PD – ernannt. Am 13. Februar 2021 wurde sie als Innenministerin in das Kabinett Draghi übernommen.

## Privatleben
Luciana Lamorgese ist verheiratet und hat zwei Kinder.